# Бартошовце
Бартошовце (слч. Bartošovce) насељено је мјесто са административним статусом сеоске општине (слч. obec) у округу Бардјејов, у Прешовском крају, Словачка Република.

## Становништво
| Година:    | 1994. | 2004.   | 2014.   | 2024.   |
| ---------- | ----- | ------- | ------- | ------- |
| Број људи: | 707   | 724     | 718     | 774     |
| Разлика:   |       | +2,40 % | -0,82 % | +7,79 % |

| Година:    | 2023. | 2024.   |
| ---------- | ----- | ------- |
| Број људи: | 758   | 774     |
| Разлика:   |       | +2,11 % |

Према подацима о броју становника из 2024. године насеље је имало 774 становника.